# Zdzisław Makowski
Zdzisław Makowski (ur. 12 stycznia 1920 w Piotrkowie Trybunalskim, zm. 13 września 2007 w Krakowie) – polski lekkoatleta, sprinter, później radca prawny.

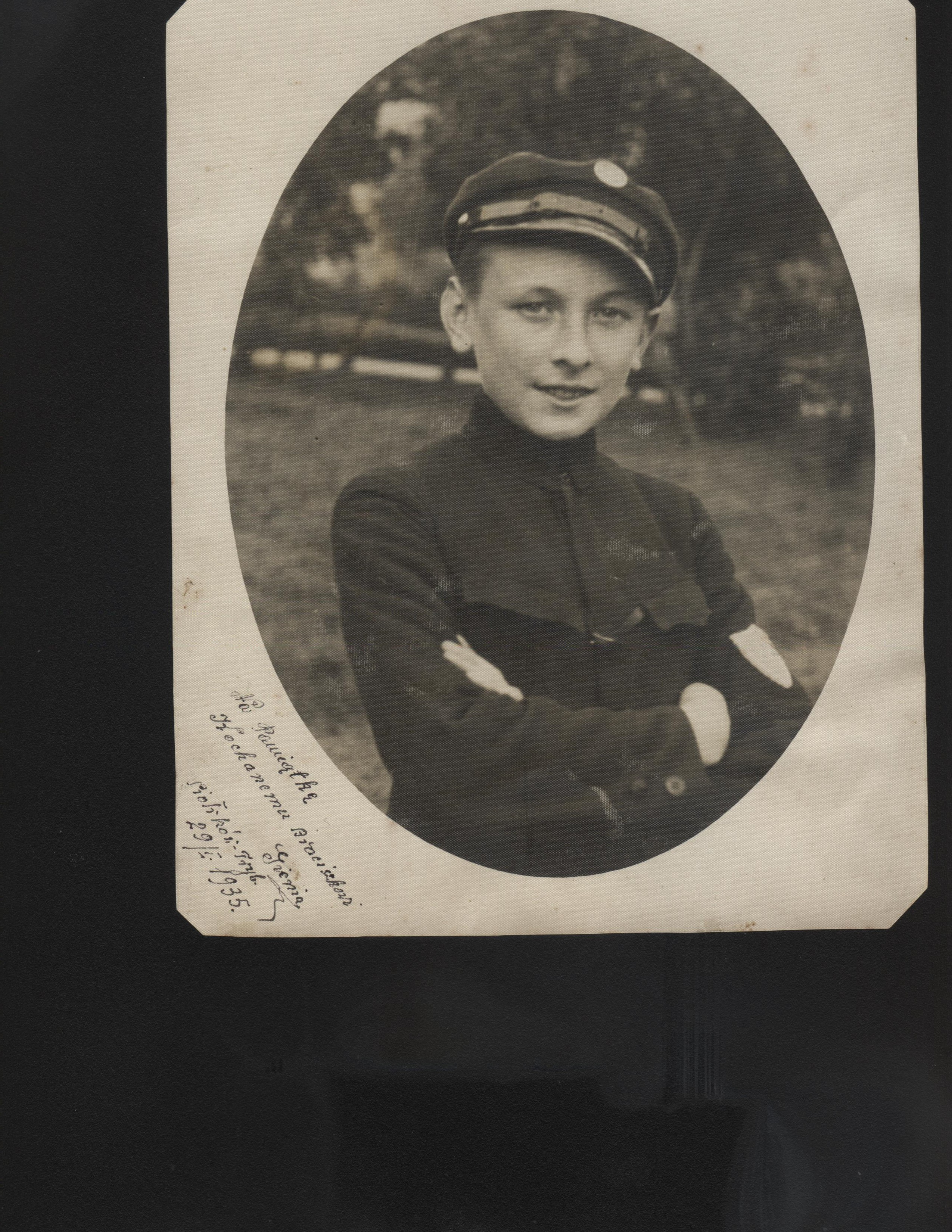
Zdzisław Makowski w wieku 15 lat

Na pierwszych powojennych mistrzostwach Polski w 1945 zwyciężył w biegu na 100 metrów. Rok później zajął wraz z kolegami zajął 6. miejsce w sztafecie 4 × 100 metrów.
Rekordy życiowe:
| Konkurencja        | Data i miejsce         | Wynik | Źródło |
| ------------------ | ---------------------- | ----- | ------ |
| bieg na 100 metrów | 29 września 1945, Łódź | 11,2  | [ 5 ]  |
| bieg na 200 metrów | 29 lipca 1945, Kraków  | 24,2  | [ 5 ]  |

Był zawodnikiem AZS Kraków. Ukończył studia prawnicze na Wydziale Prawa i Administracji Uniwersytetu Jagiellońskiego i pracował jako radca prawny.